# Centrope
Centrope es un proyecto Interreg IIIA para establecer una región multinacional en cuatro Estados de Europa central: Eslovaquia, Austria, Hungría y la República Checa. Abarca una población de 7 450 270 personas.

## Descripción
Centrope es una iniciativa conjunta de los estados federales austriacos de Viena, Baja Austria y Burgenland, la región checa de Moravia del Sur, las regiones eslovacas de Bratislava y Trnava, y los condados húngaros de Győr-Moson-Sopron y Vas. Sobre la base de la Declaración de Kittsee de 2003, trabajan juntos para la creación de la Región de Europa Central en este cuadrilátero de cuatro países.
En 2021, Centrope tuvo un PIB de alrededor de 250 mil millones de euros.